# Stanislav Votroubek
Stanislav Votroubek (* 8. května 1981, Ústí nad Labem) je český basketbalista hrající Středočeskou basketbalovou ligu za tým BC Real Réma. Hraje na pozici podkošového hráče (pivota).
Je vysoký 213 cm, váží 90 kg.

## Kariéra
- 1999 - 2000 : BK SČP Ústí nad Labem
- 2000 - 2001 : Livorno (italská liga)
- 2001 - 2007 : ČEZ Basketball Nymburk
- 2007 - 2008 : BK Prostějov
- 2008 - 2010 : BK Nitra
- 2022 - současnost: BC Real Réma

## Statistiky v NBL
| Sezóna   | Soutěž      | Odehrané minuty | Průměr na zápas | Body | Průměr na zápas |
| -------- | ----------- | --------------- | --------------- | ---- | --------------- |
| 1999/00  | Mattoni NBL | 97.7            | 6.1             | 28   | 1.8             |
| 2001/02  | Mattoni NBL | 137.4           | 11.5            | 53   | 4.4             |
| 2002/03  | Mattoni NBL | 850.6           | 18.1            | 283  | 6.0             |
| 2003/04  | Mattoni NBL | 660.5           | 15.7            | 233  | 5.5             |
| 2004/05  | Mattoni NBL | 539.9           | 14.6            | 185  | 5.0             |
| 2004/05  | Český pohár | 29.2            | 14.6            | 8    | 4.0             |
| 2005/06  | Mattoni NBL | 666.2           | 15.5            | 262  | 6.1             |
| 2005/06  | Český pohár | 5.2             | 5.2             | 0    | 0.0             |
| 2006/07* | Mattoni NBL | 393.7           | 18.7            | 144  | 6.9             |

 *Rozehraná sezóna - údaje k 20.1.2007